# Comitatul Allegany, Maryland
Comitatul Allegany (pronunție IPA: æli gæ ni, engleză Allegany County, codul său  FIPS este 24 - 001 Arhivat în 6 iunie 2011, la Wayback Machine.) este unul din cele 23 de comitate ale statului american Maryland, fiind situat în partea extrem nord-vestică a statului. Conform datelor statistice ale recensământului din anul 2000, furnizate de United States Census Bureau, populația sa totală era de 74.930 de locuitori. Sediul comitatului, care a fost înființat în 1789, este orașul Cumberland.
Numele „Allegany” derivă dintr-un cuvânt nativ american, oolikhanna, care semnifică „curs de apă frumos”. Un anumit număr de comitate din regiunea Statelor Unite cunoscută ca Appalachian sunt numite astfel, regăsindu-se sub diferite varietăți ortografice așa cum sunt Allegany, Allegheny ori Alleghany.

## Geografie
Conform datelor statistice furnizate de United States Census Bureau, comitatul are o suprafață totală de 11.689 km2, dintre care 11.654 km2 reprezintă uscat și doar 0,31% apă.

## Educație
Următoarele districte școlare deservesc Comitatul Allegany.

## Demografie
|  | Graficele sunt indisponibile din cauza unor probleme tehnice. Mai multe informații se găsesc la Phabricator și la wiki-ul MediaWiki. |

Date: Wikidata - grafică realizată de Wikipedia